# Kim Yoon-ji (gymnastique)
Dans ce nom coréen, le nom de famille, Kim, précède le nom personnel.
Pour les articles homonymes, voir Kim.
Cet article concerne une gymnaste. Pour la chanteuse et actrice, voir Kim Yoon-ji.
Kim Yoon-ji (en coréen : 김윤지) est une gymnaste artistique sud-coréenne.

## Biographie

### Famille
Kim Yoon-ji est mariée au gymnaste Yeo Hong-chul avec lequel elle a une fille, aussi gymnaste, Yeo Seo-jeong.

### Carrière
Elle est médaillée de bronze par équipes aux Jeux asiatiques de 1994 à Hiroshima.